# Trà Liên
Trà Liên là một xã thuộc thành phố Đà Nẵng, Việt Nam.
Xã Trà Liên có diện tích 28,89 km², dân số năm 2019 là 2.565 người, mật độ dân số đạt 89 người/km².